# Veikka Gustafsson

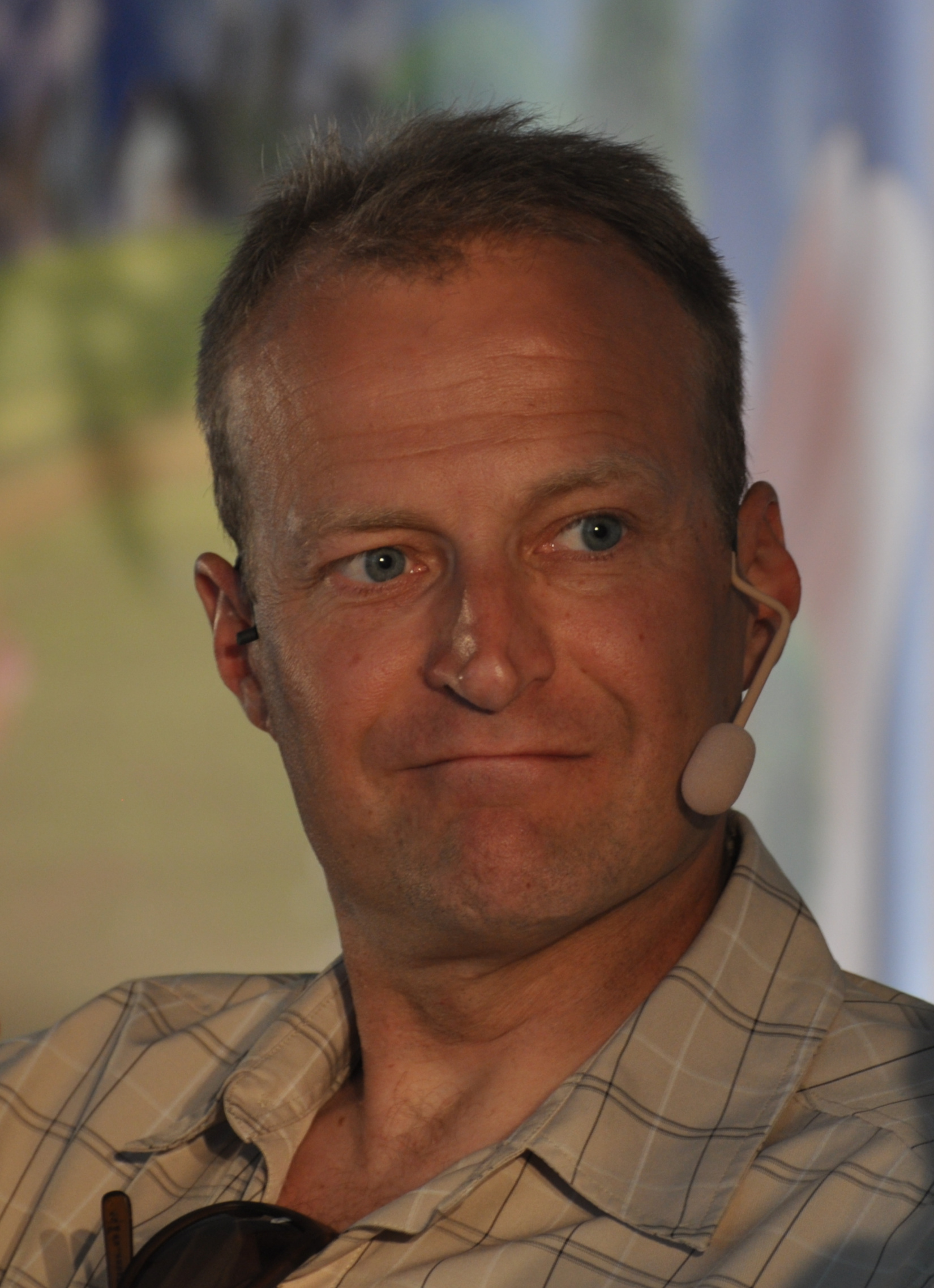
Veikka Gustafsson, 2014

Eero Veikka Juhani Gustafsson (* 14. Januar 1968 in Espoo, Finnland) ist ein finnischer Höhenbergsteiger.
Er ist der erste Finne, der den Mount Everest bestiegen hat. 1997 wiederholte er die Besteigung, diesmal aber ohne zusätzlichen Sauerstoff, und so war er auch der erste Finne, dem dies gelungen ist. Er ist auch der erste Finne, der alle 14 Achttausender bestiegen hat (Juli 2009).

## Bestiegene Achttausender
- Mount Everest, Frühling 1993, mit zusätzlichem Sauerstoff
- Dhaulagiri, Herbst 1993
- K2, Sommer 1994
- Lhotse, Frühling 1995
- Makalu, Frühling 1995
- Mount Everest, Frühling 1997, zum zweiten Mal – diesmal ohne zusätzlichen Sauerstoff
- Manaslu, Frühling 1999
- Dhaulagiri, Frühling 1999, zum zweiten Mal
- Shishapangma, Frühling 2001
- Nanga Parbat, Sommer 2001
- Mount Everest, Frühling 2004, zum dritten Mal
- Cho Oyu, 22. April 2005
- Annapurna, 12. Mai 2005
- Kangchendzönga, 14. Mai 2006
- Gasherbrum II, Sommer 2008
- Broad Peak, Juli 2008
- Gasherbrum I, Juli 2009

Gustafsson besteigt seit der ersten Mount-Everest-Besteigung alle Berge ohne Flaschensauerstoff.

## Weitere Erfolge

### In den Alpen
- Frendo-Pfeiler
- Bonatti-Pfeiler
- Les Courtes, Nordwand (Schweizer Route)

### Im Himalaya
- Pik Kommunismus (7495 m) und Pik Korsenevskaja (7105 m), Sommer 1993
- Mount Everest (8848 m), Frühling 1996. Er erreichte 7500 m.
- Annapurna (8091 m), Frühling 2000. Ohne Gipfelerfolg.
- Annapurna (8091 m), Frühling 2002. Er erreichte 7300 m.
- Kangchendzönga (8586 m), Frühling 2003. Er musste auf 7100 m umkehren.

### In der Antarktis
- Mount Vinson (5140 m), Winter 1996. Höchster Berg der Antarktis.
- Vier Erstbesteigungen in der Antarktis, Winter 1997. Er erreichte den Mount Gardner (4587 m) und einen unbekannten Gipfel, der später mit Mount Sisu (4300 m) benannt wurde.